# فرانکی هلدینگ
فرانکی هلدینگ (انگلیسی: Franke Holding) شرکت مهندسی صنایع سوئیسی است، که در سال ۱۹۱۱ تأسیس شد.